# Jan Frycz
Jan Frycz (né le 15 mai 1954 à Cracovie, en Pologne) est un acteur polonais.

## Filmographie partielle
au cinéma
- 2016: Marie Curie - Ernest Solvay
- 2014: Hiszpanka – Ignacy Paderewski
- 2005: Komornik – Chudy
- 2004: Pręgi – Andrzej Winkler, père de Wojtek
- 1992: Fausse sortie – Marek Wysocki

## Doublage polonais
- Josh Brolin dans :
  - Avengers: Infinity War (2018) : Thanos
  - Avengers: Endgame (2019) : Thanos
- 2015 : À la poursuite de demain : David Nix (Hugh Laurie)
- 2016 : Le Livre de la jungle : Shere Khan (Idris Elba) (voix)
- 2017 : Pirates des Caraïbes : La Vengeance de Salazar : Capitaine Armando Salazar (Javier Bardem)

## Récompenses et distinctions
- Festival du film polonais de Gdynia
  - meilleur acteur dans un second rôle en 2004 pour son rôle de Andrzej Winkler dans Pręgi.
- Polskie Nagrody Filmowe
  - Aigle du meilleur acteur dans un second rôle en 2004 pour son rôle de Andrzej Winkler dans Pręgi.
  - Aigle du meilleur acteur dans un second rôle en 2003 pour son rôle de Siemian dans Pornografia.